# Мейкон (Міссурі)
Мейкон (англ. Macon) — місто (англ. city) в США, в окрузі Мейкон штату Міссурі. Населення — 5457 осіб (2020).

## Географія
Мейкон розташований за координатами 39°44′32″ пн. ш. 92°28′14″ зх. д. / 39.74222° пн. ш. 92.47056° зх. д. (39.742142, -92.470545).  За даними Бюро перепису населення США в 2010 році місто мало площу 16,32 км², з яких 15,54 км² — суходіл та 0,79 км² — водойми.

## Демографія
Згідно з переписом 2010 року, у місті мешкала 5471 особа в 2369 домогосподарствах у складі 1357 родин. Густота населення становила 335 осіб/км².  Було 2727 помешкань (167/км²).
Расовий склад населення:
| - 90,8 % — білих - 5,6 % — чорних або афроамериканців - 0,6 % — азіатів - 0,3 % — корінних американців |

До двох чи більше рас належало 2,4 %. Частка іспаномовних становила 1,3 % від усіх жителів.
За віковим діапазоном населення розподілялося таким чином: 23,2 % — особи молодші 18 років, 54,3 % — особи у віці 18—64 років, 22,5 % — особи у віці 65 років та старші. Медіана віку мешканця становила 42,7 року. На 100 осіб жіночої статі у місті припадало 87,5 чоловіків;  на 100 жінок у віці від 18 років та старших — 81,4 чоловіків також старших 18 років.
Середній дохід на одне домашнє господарство  становив 44 127 доларів США (медіана — 35 428), а середній дохід на одну сім'ю — 57 813 долари (медіана — 51 700). Медіана доходів становила 35 597 доларів для чоловіків та 28 702 долари для жінок. За межею бідності перебувало 20,1 % осіб, у тому числі 31,1 % дітей у віці до 18 років та 11,6 % осіб у віці 65 років та старших.
Цивільне працевлаштоване населення становило 2211 осіб. Основні галузі зайнятості: освіта, охорона здоров'я та соціальна допомога — 28,9 %, роздрібна торгівля — 12,2 %, публічна адміністрація — 10,3 %, виробництво — 9,7 %.